# Lexicon universale

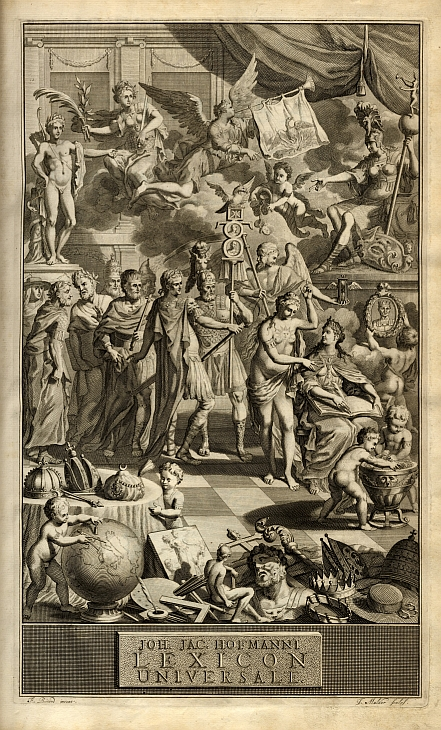

Le Lexicon universale de  Jean-Jacques Hofmann, publié en 1677, puis en 1698, en quatre volumes de 1 000 pages chacun, est une grande encyclopédie essentiellement consacrée à l'Antiquité classique. Les articles sont en ordre alphabétique et l'ouvrage est accompagné d'un index.

## L’ouvrage
Le Lexicon universale est représentatif du niveau et des objectifs que se fixaient les lexiques historiques dans le domaine de la philologie. Avec ses quatre volumes, il annonce, à sa façon encore très modeste, la colossale Realencyclopädie der classischen Altertumswissenschaft qui paraîtra à partir de 1839 et dépassera la centaine de volumes 
S’il reçut peu d’attention, c’est qu’au moment de sa parution, en 1677, les écrits en langue vernaculaires tendaient à remplacer systématiquement les écrits en langue latine. 
Parmi ces ouvrages, on peut citer : en 1674, le Grand dictionnaire historique de Moréri ; en 1697, le Dictionnaire historique et critique de  Pierre Bayle (version allemande en 1741 -1744) ; en 1726-1727, à Bâle, le Neu-vermehrtes historisch und geographisches allgemeines Lexicon en quatre volumes, de Jacob Christoph Iselin (refonte de l’Allgemeines historisches Lexicon de Johann Franz Buddeus, inspiré du Grand Dictionnaire historique de Moréri) ; et enfin, en 1731-1754, sous le même nom de Lexique universel, un « grand lexique complet universel de toutes les sciences et les arts » en 68 volumes, chez Zedler.
La première édition eut lieu en 1677 à Genève (publié à Bâle) en deux volumes in-folio, intitulé « Lexicon Universale historico-géographico-Chronologico-poético-Philologicum : Continens Historiam Omnis Aevi, Geographiam omnium Locorum, Genealogiam principum Familiarum, addita ubique Chronologia tum veteri tum recentiore, Mythologiam insuper omnium Fabularum, Discussionem Philologicam illustrium circa haec occurrentium Difficultatum... ».
Ce long sous-titre révèle le spectre humaniste des intérêts de l'auteur.
Le supplément de 1683 (à Genève et à Bâle, 3 pièces en 2 volumes in-folio) étend la table thématique à l'histoire naturelle (zoologie, botanique, minéralogie, cosmologie) et à la vie quotidienne (activités, coutumes et pratiques) sous le titre : « Lexici Universalis Historico-Geographico-Chronologico-Poetico-Philologici Continuatio : Praeter Addenda comprehendens Historiam Animalium, Plantarum, Lapidum, Metallorum, Elementorum, Rerum Astricarum, praecipue Hominis Negotiorumque eius, in omni Aetate, Sexu, Conditione, Aevo, Recentiori, medio, veteri, ex omnium Gentium, inprimis Hebraeae, Graecae, Romanae, Monumentis sacris, civilibus, erutam. »
En dépit du laborieux travail de l'auteur sur une nouvelle édition, promise à son éditeur Widerhold, ce dernier tarda à la faire paraître. Le libraire Johannes du Vivié de Leyde lui fit une offre intéressante qu’il accepta et qui aboutit en 1698, à l’impression d’un travail remarquable en quatre volumes d'environ 1 000 pages.
L’ouvrage d’Hofmann souffre du manque évident d'une enquête approfondie et possède tous les défauts d'une entreprise aussi vaste menée par un seul homme. Toutefois on y trouve un grand nombre d’informations essentielles, une longue liste d’ouvrages savants, des mots-clefs, des noms, des termes techniques, des descriptions de langage commun qui seront cités et repris en 1784 dans le Primae lineae isagoges in eruditionem universalem de J. M. Gesner (Est index generalis omnium fere librorum). Hofmann se réfère à ses sources, et le cas échéant, il fait part de leur divergence et, lorsque c'est possible, de diverses observations critiques.

## Texte intégral en ligne
- (de) Texte intégral (deux images par pages) sur le site de l’université de Mannheim
- (de) Version HTML sur Eureca.